# Raúl Otero
Raúl Omar Otero (Montevideo, 15 januari 1970) is een voormalig  profvoetballer uit Uruguay. Hij speelde als verdediger clubvoetbal in Uruguay, Japan en Argentinië. Otero beëindigde zijn actieve carrière in 2006 bij Uruguay Montevideo Football Club.

## Interlandcarrière
Onder leiding van bondscoach Héctor Núñez maakte Otero zijn debuut voor de nationale ploeg op 19 oktober 1994 in de vriendschappelijke uitwedstrijd in Lima tegen Peru (0-1). Darío Silva maakte in dat duel in de achtste minuut het enige doelpunt van de wedstrijd.
Andere debutanten in dat duel waren Claudio Arbiza (Defensor Sporting Club), Marcelo Otero (CA River Plate Montevideo), Luis Diego López (CA River Plate Montevideo), Darío Silva (CA Peñarol), Tabaré Silva (Defensor Sporting Club), Diego Tito (CA Bella Vista Montevideo), Nelson Abeijón (Club Nacional de Football), Darío Delgado (Montevideo Wanderers FC), Fernando Correa (CA River Plate Montevideo) en Edgardo Adinolfi (CA River Plate Montevideo).
Marcelo Otero is de jongere broer van Otero, en speelde als aanvaller. In totaal kwam Otero zes keer uit voor zijn vaderland in de periode 1994-1995. Zijn broer Marcelo kwam 25 keer uit voor Uruguay, en maakte hij tien doelpunten in de periode 1994-2000.
| Interlands van Raúl Otero voor Uruguay | Interlands van Raúl Otero voor Uruguay | Interlands van Raúl Otero voor Uruguay | Interlands van Raúl Otero voor Uruguay | Interlands van Raúl Otero voor Uruguay | Interlands van Raúl Otero voor Uruguay |
| №                                      | Datum                                  | Wedstrijd                              | Uitslag                                | Competitie                             | Goals                                  |
| -------------------------------------- | -------------------------------------- | -------------------------------------- | -------------------------------------- | -------------------------------------- | -------------------------------------- |
| 1                                      | 19.10.1994                             | Peru – Uruguay                         | 0 – 1                                  | Vriendschappelijk                      | 0                                      |
| 2                                      | 01.02.1995                             | Mexico – Uruguay                       | 1 – 0                                  | Vriendschappelijk                      | 0                                      |
| 3                                      | 22.03.1995                             | Colombia – Uruguay                     | 2 – 1                                  | Vriendschappelijk                      | 0                                      |
| 4                                      | 25.03.1995                             | Verenigde Staten – Uruguay             | 2 – 2                                  | Vriendschappelijk                      | 0                                      |
| 5                                      | 05.04.1995                             | Uruguay – Peru                         | 1 – 0                                  | Vriendschappelijk                      | 0                                      |